# マクロキー

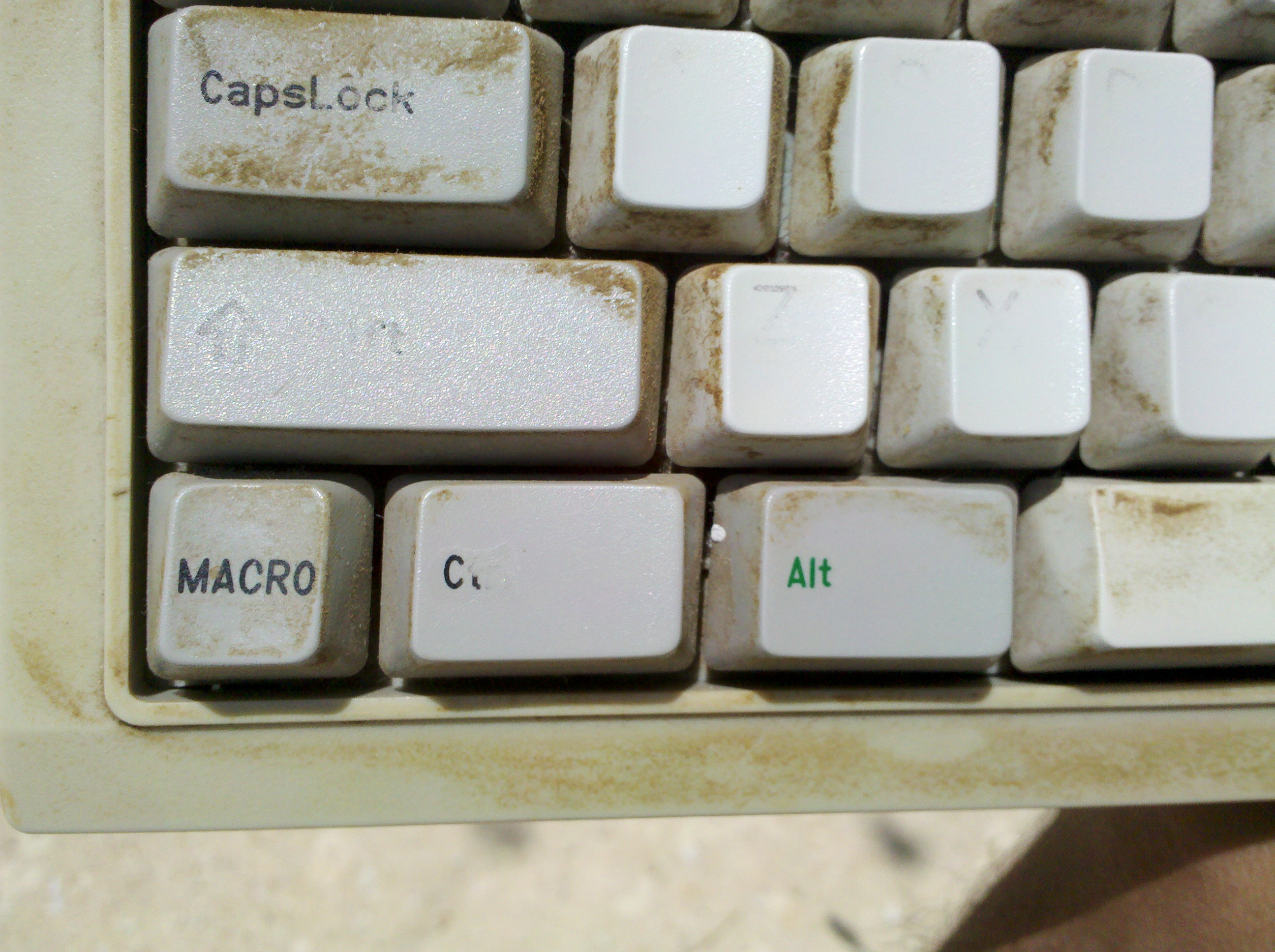
マクロキー

マクロキー（英語: macro key）は、コンピュータの初期のキーボードにあったキーである。
簡単に言えば、マクロキーはキーシーケンスのショートカットである。キーシーケンスとは、コマンドに結び付けられた一連のキー操作、マウス操作、メニュー操作のことである。また、マクロキーは、プログラムのランチャーとしても使用することができる。
マクロキーは一般的にキーボードの下の方の段にあり、Zキーの左か右Ctrlキーの右にあった。ほとんどのキー配列ではバックスラッシュとして扱われるが、スキャンコードが異なるため、プログラムではスキャンコードを直接使用したり、別の方法で処理することもできた。
現代の一部のマウスには、マクロキーを内蔵したものがある。そのようなマウスには、機能と互換性のために特別に設計されたソフトウェアが付属していることが多い。マウス内蔵のマクロキーは、ゲーマーの間で、プレイに有利になるような速射ボタンとして使用されることがある。